# Пол Вере
Пол Вере Ооко (англ. Paul Were Ooko, МФА: [ˈwɛrɛ], нар. 8 січня 1991) — кенійський футболіст, півзахисник грецького клубу «Трикала», а також національної збірної Кенії.
Чемпіон Кенії у складі «Таскера».

## Клубна кар'єра
У футболі дебютував 2009 року виступами за команду «Таскер», в якій провів два сезони. За цей час став чемпіоном Кенії.
Своєю грою за цю команду привернув увагу представників тренерського штабу клубу «АФК Леопардс», до складу якого приєднався 2012 року. Відіграв за команду з Найробі наступні два сезони своєї ігрової кар'єри.
2014 року уклав контракт з південноафриканським клубом «АмаЗулу», у складі якого провів наступний рік своєї кар'єри гравця. 
З 2015 року один сезон захищав кольори грецької команди «Каллоні». 
2016-го півроку захищав кольори клубу «Ахарнаікос». 
Згодом з 2017 по 2018 рік грав за «Каламату» і в Казахстані за «Кайсар».
2019 року вдруге повернувся на Балканський півострів, де приєднався до складу клубу «Трикала». Станом на 19 грудня 2019 року відіграв за клуб з міста Трикала 5 матчів в національному чемпіонаті.

## Виступи за збірну
2010 року дебютував в офіційних матчах у складі національної збірної Кенії.
Був присутній в заявці збірної на Кубку африканських націй 2019 року в Єгипті, але на поле не виходив.

## Титули і досягнення
- Чемпіон Кенії (1):

«Таскер»: 2011